# Monong
Monong è un villaggio del Botswana situato nel distretto di Kgalagadi, sottodistretto di Kgalagadi North. Il villaggio, secondo il censimento del 2011, conta 267 abitanti.

## Località
Nel territorio del villaggio sono presenti le seguenti 1 località:
- Maotoakgomo Syndicate